# ドブリチ州

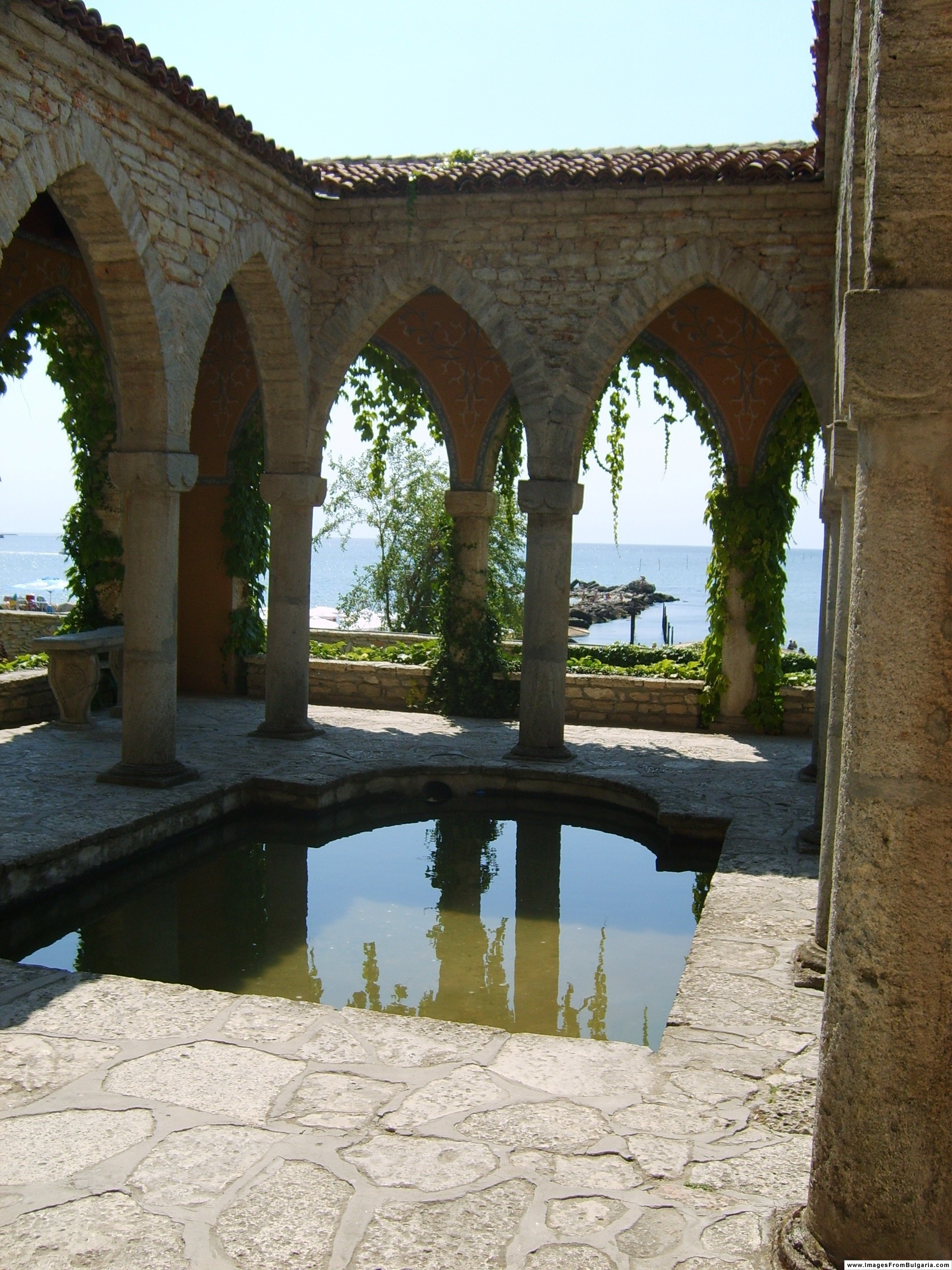
バルチク宮殿

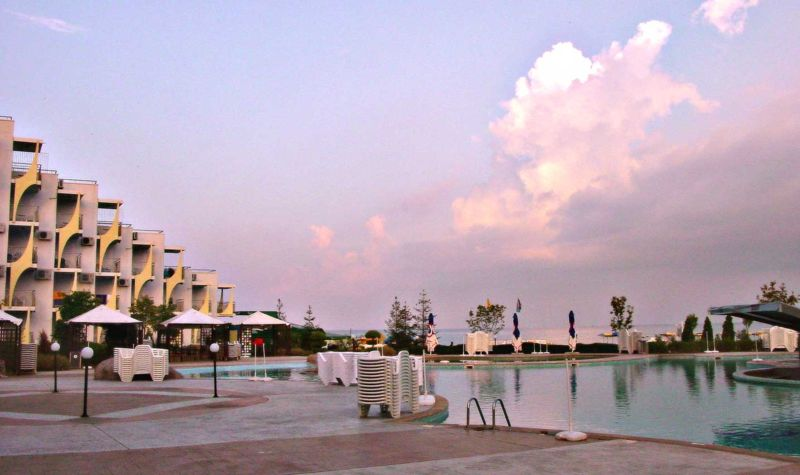
黒海岸のリゾート地・アルベナ

ドブリチ州（ドブリチしゅう、ブルガリア語: Област Добрич, ラテン文字転写: Oblast Dobrich、トルコ語: Dobriç ili、ルーマニア語: Regiunea Dobrici）は、ブルガリア北東部、南ドブロジャ地方に位置する州。州都はドブリチ。

## 基礎自治体
ドブリチ州には8つの基礎自治体がある。
- バルチク（Балчик、Balchik）

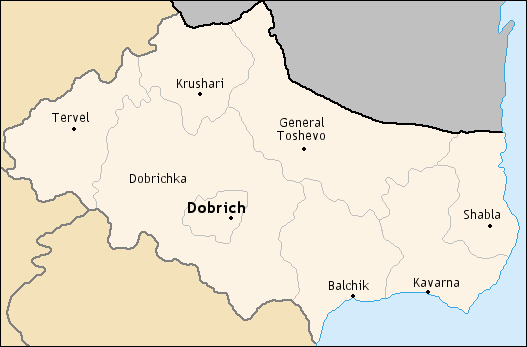
ドブリチ州の基礎自治体

- ゲネラル・トシェヴォ（Генерал-Тошево、General Toshevo）
- カヴァルナ（Каварна、Kavarna）
- クルシャリ（Крушари、Krushari）
- シャブラ（Шабла、Shabla）
- テルヴェル（Тервел、Tervel）
- ドブリチカ（Община Добричка、Obshtina Dobrichka）- ドブリチを含まない。
- ドブリチ（Община Добрич、Obshtina Dobrich） - 州都。

## 地理
ドナウ川河口のドナウ・デルタに程近いが、ドナウ川には面していない。北はルーマニア領のコンスタンツァ県であり、西にシリストラ州、南はシュメン州およびヴァルナ州に接し、東は黒海である。全体的に標高は低く、黒海岸には平原が広がっている。

## 歴史
第一次ブルガリア帝国発祥の地。ドブリチには同国を建国した皇帝、アスパルフ・ハーンの像がたっている。1913年、第二次バルカン戦争によってルーマニアに編入されたが、1940年のクラヨヴァ協定によってブルガリア領に復した。ルーマニア統治時代に同国のマリア王妃によって立てられた夏の離宮、バルチク宮殿が残されている。ルーマニア統治時代、この地方はカリアクラ県（Judeţul Caliacra）と呼ばれた。

## 人口動態
2001年現在、ドブリチ州には215,217 人が居住しており、そのうち76.3% はブルガリア人、13.1%はトルコ人、8.7%はロマであるとしている。トルコ語を母語とする者は人口の15.4%にのぼる。トルコ人のうちの少数はガガウズ人であると見られる。

## 観光
ドブリチ州は他の黒海沿岸部同様、ビーチ･リゾートの地として観光産業が盛んである。バルチク市のアルベナ（Албена、Albena）には長く美しい砂浜があり、多くのリゾート施設が立ち並んでいる。バルチクには3つのゴルフ場なども整備されている。